# 奥克利 (加利福尼亚州)
奥克利（英語：Oakley），是美国加利福尼亚州康特拉科斯塔县下属的一个城市。于1999年7月1日建市。城市面积约为41.1平方公里，根据2010年美国人口普查，该市有人口35,432人。